# Conus superscriptus
Conus superscriptus é uma espécie de gastrópode do gênero Conus, pertencente a família Conidae.